# Кореодрама
Кореодрама (грч. χορόδραμα) врста је сценског дела која се у свом изразу базира на игри (кореографији), са музиком, али без речи (са говором и музиком или без њих). У кореодрами речи су покрет, музика и знакови.